# Pavetta candelabra
Pavetta candelabra är en måreväxtart som beskrevs av Cornelis Eliza Bertus Bremekamp. Pavetta candelabra ingår i släktet Pavetta och familjen måreväxter.
Artens utbredningsområde är Kongo-Kinshasa. Inga underarter finns listade i Catalogue of Life.